# Wan Rong
Titres
Impératrice de Chine
30 novembre 1922 – 5 novembre 1924
(1 an, 11 mois et 6 jours)
Impératrice du Mandchoukouo
1er mars 1934 – 20 juin 1945
(11 ans, 3 mois et 19 jours)
Lady Gobulo, impératrice Xiaokemin (13 novembre 1906 – 20 juin 1946), plus connue sous le nom de Wanrong, est l'épouse de Puyi, le dernier empereur de Chine et le dernier de la dynastie Qing. Elle devient également impératrice du Mandchoukouo, lorsque son époux accède à ce second trône.

## Impératrice de Chine
Née dans une famille noble daoure du clan mandchou Gobulo liée à la bannière blanche, Wan Rong devient impératrice consort par son mariage à l'âge de 16 ans en 1922. Le rôle d'empereur et d'impératrice de Pu Yi et Wan Rong est purement honorifique, mais leur vie n'en est pas moins corsetée par le lourd protocole de la Cité interdite. Pourtant, au moment de leur mariage, son époux n'était plus empereur souverain depuis 1912 (son père Zaifeng assurait la régence, puisqu'il était enfant). Il ne conservait que symboliquement son titre et devait continuer de demeurer dans la Cité interdite, d'où il ne pouvait pas sortir librement, pas plus que son épouse, qui peut cependant poursuivre des études en prenant des cours tard le soir auprès de sa préceptrice, après sa journée de fonctions officielles.

## Exil doré

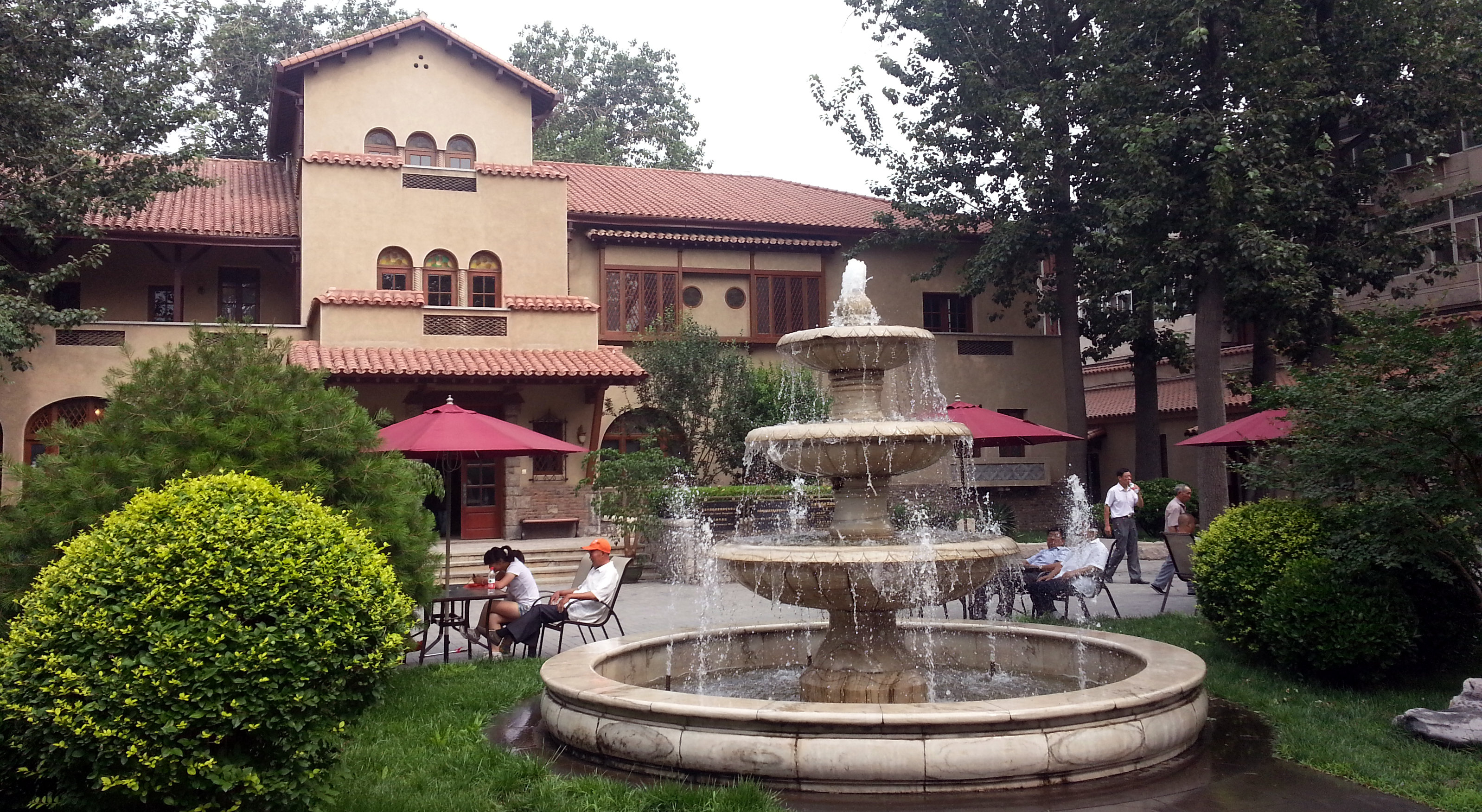
La résidence du couple impérial à Tianjin.

En octobre 1924, le coup d'État orchestré par Feng Yuxiang permet à l'empereur Puyi et à toute sa famille de quitter la Cité interdite le 5 novembre suivant. Ils s'installent alors dans le palais familial du père de Puyi, dans un premier temps.
Puis le couple trouve asile en 1925 dans une villa mise à leur disposition à Tianjin (alors concession japonaise) par le gouvernement impérial japonais. La jeune impératrice, âgée de 18 ans au début de cet exil, trouve une vie plus libre à Tianjin, où les deux jeunes gens trouvent une certaine liberté, avec moins de contraintes protocolaires. Tianjin leur offre plusieurs divertissements : théâtre, danse, patinage, équitation, sports, shopping… Cette période marque aussi la fin de la cohabitation avec la seconde épouse de l'empereur, appelée « concubine », qui profite de cet exil pour reprendre sa liberté. Wan Rong se retrouve alors seule avec son époux, comme un couple ordinaire. Pendant cette période, ils y vécurent heureux, avec une activité publique et sociale très active, qui vaut à son époux le surnom de prince mondain.
Lors de l'inondation du fleuve Jaune, en 1931, Wanrong a fait don de ses bijoux et de ses pièces d'argent pour les secouristes. Ce geste lui vaut une certaine popularité dans toute la Chine. La journaliste américaine Nora Waln (en) se lia d'amitié avec l'impératrice, à Tianjin, en 1927. Elle décrit Wanrong comme une personne d'esprit, avec une intelligence et une beauté remarquable.

## Impératrice du Mandchoukouo

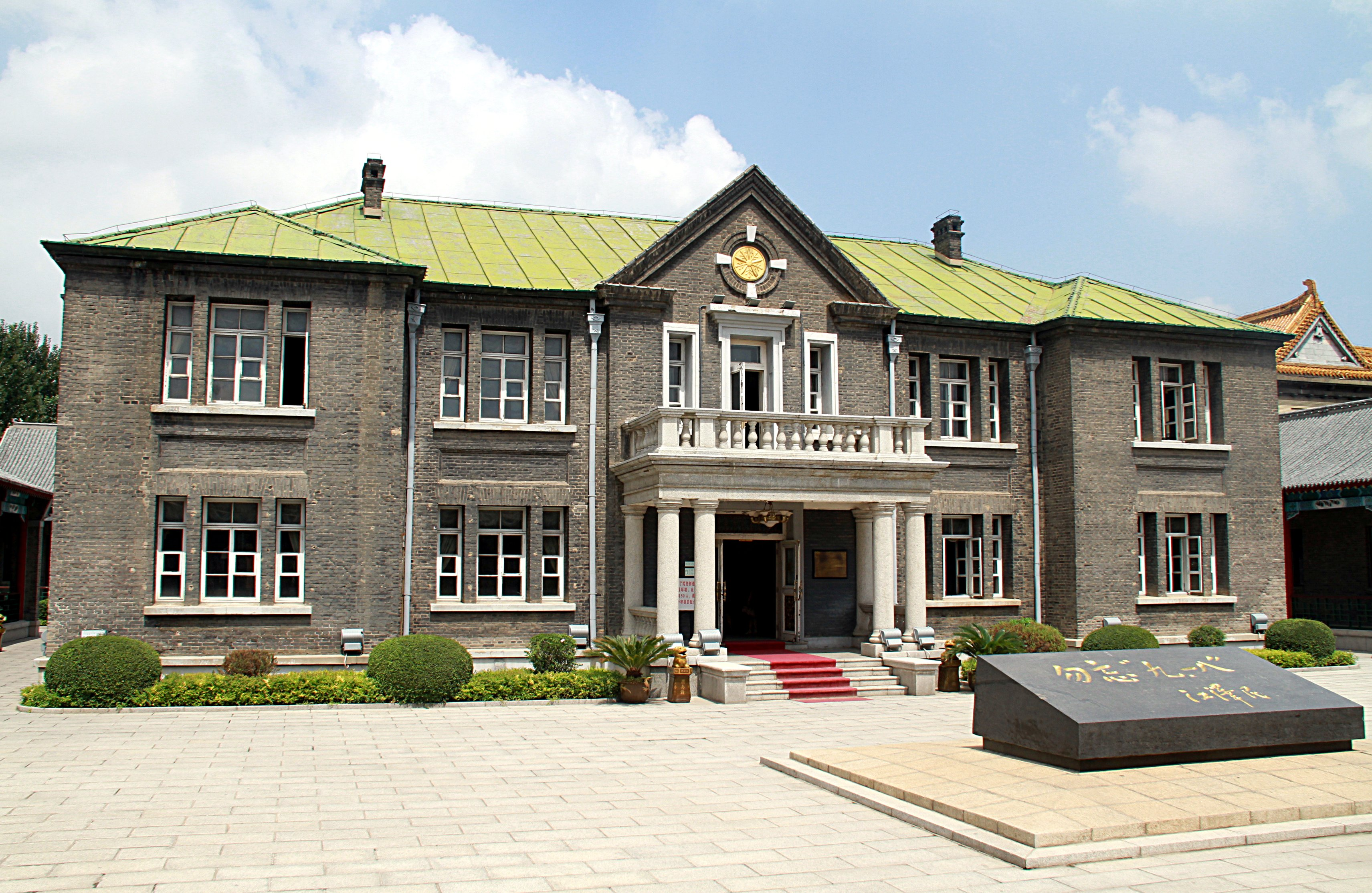
Dépendance du palais impérial du Mandchoukouo, le Jixi, abritant les appartements privés du couple impérial.

Le 1er mars 1934, le gouvernement japonais, poursuivant sa politique de vassalisation de la Chine, proclame Puyi empereur du Mandchoukouo et Wanrong impératrice. Son époux vient juste d'avoir 28 ans, Wanrong a 27 ans. Le couple s'installe alors au palais de Weihuang (aujourd'hui musée du palais impérial de l'État mandchou). Son époux délaisse sa vie de couple pour sa nouvelle fonction, sans bien réaliser qu'il n'est qu'une marionnette des Japonais et que cela le déconsidère aux yeux des Chinois (et de la Société des Nations, qui ne reconnaît pas le Mandchoukouo comme État souverain). Wanrong entre dans la solitude.

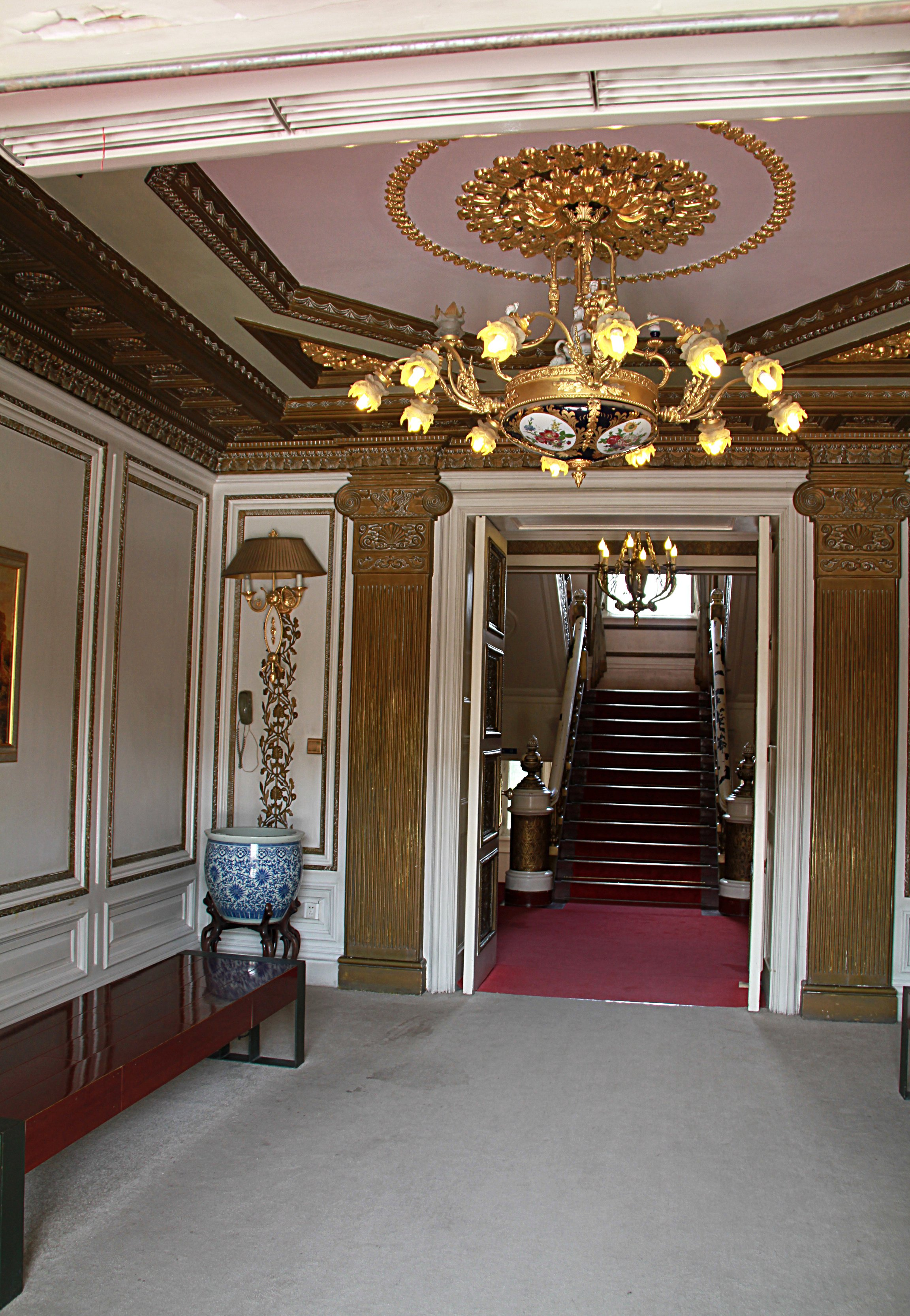
Un hall des appartements privés du couple impérial.

Par la suite, le couple impérial vit des moments difficiles. Après une liaison extraconjugale, Wanrong est enceinte d'une fille. Sous la pression du gouvernement japonais, son époux refuse de reconnaître la petite fille, qui lui est enlevée après l'accouchement. Son époux affirme que l'enfant est élevée à l'extérieur, mais l'histoire révèle que le bébé a été tué. Après cette épreuve, Wanrong consomme beaucoup d'opium.

## Fin de vie en détention
Lors de l'offensive soviétique de Mandchourie et l'abolition du Mandchoukouo en 1945, Wanrong fuit devant l'Armée rouge vers la Corée, mais les communistes chinois la capturent, la jugent et l'emprisonnent en tant qu'« agente de l'impérialisme japonais » et « ennemie du peuple ».

## Décès et inhumation

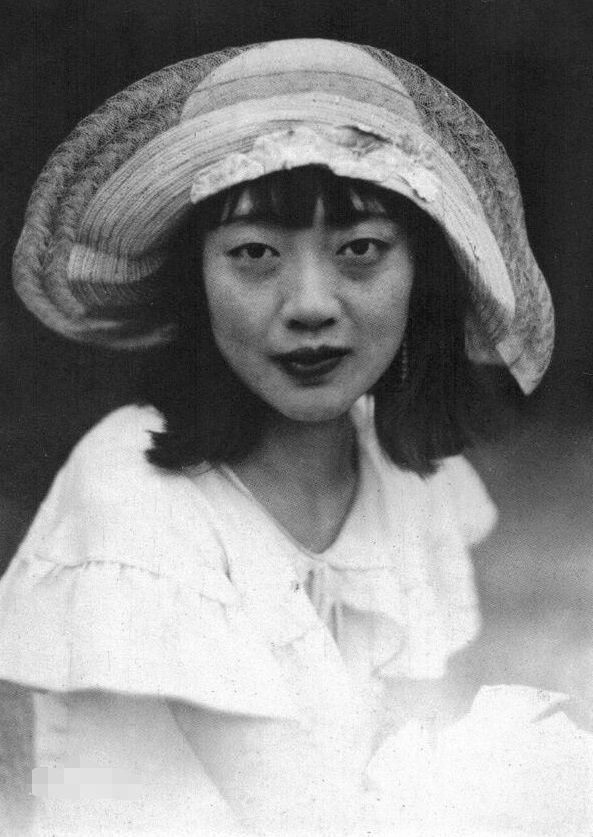
Wanrong à Tianjin.

Un an jour pour jour après sa capture, le 20 juin 1946, Wanrong meurt d'inanition dans la prison de Yanji à l'âge de 39 ans. Son corps est jeté dans la fosse commune de la prison. L'ex-empereur Puyi ne connaîtra le décès de son épouse que trois ans plus tard. Le couple n'a pas eu d'enfant. Selon l'historiographie officielle chinoise, Puyi lui aurait survécu jusqu'en 1967, car à partir de 1959, un citoyen chinois du nom d'Aisin Gyoro Puyi est officiellement présenté par la République populaire de Chine comme étant l'ex-empereur, devenu employé du jardin botanique de Pékin .
En octobre 2006, le plus jeune frère de Wanrong, Gobulo Runqi (en) (1912–2007), fait ériger une stèle à sa mémoire, au domaine des Tombes impériales des dynasties Ming et Qing. Une cérémonie rituelle de funérailles y a eu alors lieu.

## Généalogie
Wanrong avait pour ancêtres plusieurs empereurs, notamment Qianlong (1711-1799).
Son arbre généalogique comptait également d'autres ancêtres illustres, tels que des princes :
- Yonghuang, Prince Ding'an au premier rang (1728-1750),
- Minun, Prince Dinggong au premier rang (1747-1822),
- Yizhao, Prince Dingduan au premier rang (1776-1836),
- Zaichuen, Prince Ding'min au premier rang (1794-1854),
- Puxu, Prince Dingshen au second rang (1828-1907),
- Yuchang, général (1851-1903),
- Aisingiorro Heng Xin Yu (mère de Wan Rong).

## Titulature

L'étendard impérial de la dynastie Qing.

La bannière blanche du clan Gobulo.

- À partir du 30 novembre 1922 : Majesté impériale de Chine
- Du 1er mars 1934 au 20 juin 1945 : Majesté impériale du Mandchoukouo

## Film sur la vie de l'impératrice
Le film Le Dernier Empereur (1987) retrace la vie du couple impérial, où l'impératrice, jouée par l'actrice Joan Chen, est très présente. Concernant Puyi, le film se base sur la version officielle de la survie de l'ex-empereur après sa capture par les Soviétiques en 1945 et sa remise aux communistes chinois en 1950.